# Lucio Cornelio Merula (console 87 a.C.)
Lucio Cornelio Merula (... – Roma, 87 a.C.) è stato un politico romano.
Fu flamine diale e indossava permanentemente il copricapo sacerdotale, a differenza degli altri flamini, che lo portavano solo durante i sacrifici. Nell'87 a.C. il Senato lo designò come console suffetto per rimpiazzare Lucio Cornelio Cinna, alleato di Mario e destituito dal partito degli ottimati. La designazione era insolita, a causa delle numerose interdizioni rituali che gravavano sulla carica sacerdotale (il flamine diale non poteva montare a cavallo, né vedere soldati in armi, né toccare cadaveri o entrare in un luogo dove si stesse bruciando un morto), ma forniva un appoggio religioso importante all'altro console, Ottavio.
In seguito alla reazione delle forze di Mario, Cinna e Quinto Sertorio, gli ottimati negoziarono l'abrogazione dell'esilio per Cinna e di Mario. Merula cedette il proprio consolato perché potesse essere restituito a Cinna, ma fu nonostante questo oggetto di false accuse di aver eliminato fisicamente i mariani. Si tolse quindi il copricapo di flamine, che non doveva essere portato nel momento della morte, salì sul Campidoglio e si suicidò tagliandosi le vene nel tempio di Giove Ottimo Massimo, bagnando con il proprio sangue gli altari e la statua del dio (un sacrilegio che provocò scalpore) e maledicendo Cinna e i suoi.
La carica sacerdotale restò vacante dopo la sua morte fino alla candidatura di Cesare nell'83 a.C., contrastata da Silla, e restata quindi ancora vacante fino all'11 a.C.